# Узроци америчког грађанског рата
Узроци америчког грађанског рата (енгл. Origins of the American Civil War) леже у привредном и политичком антагонизму између робовласничких пољопривредних држава америчког Југа и индустријализованих капиталистичких држава на северу САД. Два основна узрока рата била су неслагање и политичка борба по питању ропства и заштитних царина (тарифа) на увозну робу.

## Позадина

### Територијални раст САД и имиграција
Од рата за независност (1775-83) САД су много напредовале. Рат са Великом Британијом 1812-1814, којим је млада нација одбранила своја права, учврстио је националну свест. Уговором од 6. маја 1846. утврђене су њене северне границе све до Пацифика. Ратом са Мексиком 1846-1848, управо миром у Гваделупе Идалгу од 2. фебруара 1848, стекле су САД огромне територије на југозападу - Тексас, Нови Мексико, Калифорнија а затим су 1853, куповином од Мексика долине Масиље, коначно утврдиле и своје јужне границе. Сада су заузимале 7.836.000 квадратних километара. Био је то још само огроман оквир врло слабо насељен, нарочито западно од Мисисипија. Непрегледне површине су готово још сасвим празне. Добар део захватала је Индијанска територија. Тек се педесетих година почиње нагло попуњавати захваљујући брзом развоју железничке мреже и масовном имиграцијом. До 1848. железничке линије једва да су прелазиле Апалачке планине. Од 8.000 километара 5.500 било је концентрисано на североистоку. Десетак година касније САД имају 51.000 километара пруга. Упоредо се централне и западне области насељавају дошљацима (Американцима) највише са североистока, а североисток се попуњава из Европе, одакле се од 1846. до 1860. населило у САД близу 4 милиона људи. Од 1850. до 1860. становништво САД нарасло је од 23.193.000 на 31.443.000.

### Неравномеран економски развој
Ова огромна миграција из основа је преобразила економски живот и социјалне односе у САД. Њени северни делови врло брзо напредују. На темељу развијене пољопривреде, која може да прехрањује све веће масе, нагло се диже и индустрија. Велике луке Њујорк, Филаделфија, Бостон и Балтимор обављају готово сву прекоморску трговину САД. Према привредној експлозији Севера, Југ лишен оплођавајуће прекоморске имиграције заостаје далеко. Јужни део Апалачких планина је зона "сиромашних белаца", а сав напор равничарских крајева на Атлантику и Мексичком заливу на простору дугачком 1.600 а широком 1.000 километара, другим речима на површини 1 1/2 милион квадратних километара сасредио се на памуку благодарећи високој цени коју је плаћала Европа. Од 1850. до 1860. производња је порасла за 150% на штету житарица и сточарства, док се индустрија повећала за свега један постотак. Југ је земља монокултуре, земља великих плантажа које обрађују робови црнци. Било је 384.000 земљовласника и робовласника, али три четвртине националног прихода делило је четири хиљаде породица, а од тога читава половина одлазила је само првој хиљади. Југ је постао зависан од Севера, прехрамбено, индустријски и финансијски. Чак је и трговину памуком обављао Север.
Током педесетих година богатство Уније повећало се за 126%, вредност некретнина и ефеката порасла је од 7 на 16 милијарди долара, приход по глави становника од 307 на 510 долара, а спољна трговина од 230 на 762 милиона долара. Финансијски допринос Европе је знатан. Велики европски капитали су инвестирани у САД. Доста новаца су донели и емигранти. Акумулација и моћ капитала брзо су напредовале. Бујан развој капитализма одразио се брзо и на спољну по-литику. Средином века почињу прве империјалистичке манифестације спољне политике САД. Пошто су од Мексика отеле толике земље, САД не крију намеру да анектирају Кубу, додатак нашег континента, како се говорило. Живо се интересују за Никарагву поводом првих пројеката о каналу који треба да повеже Атлантик са Пацификом. Флотом су вршили притисак на Јапан да отвори своје луке међународној трговини којом ће се оне највише користити.

## Узроци рата

### Питање ропства
Зачаурен у својој једностраној економији, Југ се скаменио и у социјалном спектру. На Северу, у великој слободи, живот ври развијајући врло разноврсне друштвене појаве. Емигранти из Европе, најчешће из потлачених класа, бунтовници против тамошњег друштвеног поретка, заоштрили су демократски инстинкт маса. У многим државама тријумфовало је већ и опште право гласа. На Југу, напротив, живот тече као у колонијално доба. Сукоб Југа и Севера довела су до врхунца два витална питања: ропство и царинске тарифе. Привредни и морални аргументи против ропства били су већ на окупу. Мисуриски компромис из 1820, којим је ропство забрањено северно од упоредника 36°30', доведен је у питање анексијом Калифорније коју је та паралела секла. Новим компромисом од 1850. Калифорнија као држава, а Нови Мексико као територија прикључене су Унији без ропства, у Дистрикту Колумбија (са главним градом Вашингтоном) забрањена је трговина робовима, али, заузврат, сви су судови САД били обавезни да одбегле робове силом врате сопственицима на њихов захтев, што је ропство још више компромитовало. Чича Томина колиба роман Бичер Станове из 1852, којим се ропство речито осуђује, узбудио је милионе читалаца у Америци и Европи. Нов сукоб између противника и присталица ропства плануо је 1854. када је требало организовати северозападне крајеве, с оне стране Мисурија. Си-лом и преваром победили су други. Десетогодишња борба за и против ропства растројила је политичке партије. Оне се не деле више по програму већ регионално. Виговци и демократи Севера сударају се са виговцима и демократима Југа. У тој борби партија виговаца се распала. Демократска партија је преживела само по имену, као робовласничка партија Југа која неће да се лиши јевтине радне снаге. Њен противник од 1856. је нова, републиканска партија, присталица слободне радне снаге.

### Питање заштитних царина
Антагонизам Југа и Севера заоштрило је и питање царинских ставова које је финансијска криза из 1857. довела у критичну фазу. Север је за протекционистичке царине да би заштитио своју амбициозну индустрију, Југ за слободну размену да би се јевтино могао снабдевати индустријским производима.
Са једне стране, Север је тражио да савезна влада уведе високе царине на увозну робу, како би заштитио своју младу индустрију. Са друге стране, пољопривредне државе Југа тражиле су ниске увозне царине како би се што јефтиније снабдевале индустријском робом из Европе.

### Победа Абрахама Линколна и сецесија Југа
Изборна борба од 1860. водила се управо око ропства и царина. Изборни програм демократа тражи ограничавање права федералне владе, онемогућавање Конгресу да укине ропство. Поред заштитних царина републиканци захтевају забрану ропства тамо где не постоји, али не траже да се ропство укине тамо где већ постоји.
Победа републиканца Абрахама Линколна на изборима од 8. новембра 1860. окончала је дугогодишњу доминацију Југа у САД. Као одговор на Линколнов избор седам обалних држава Југа (Јужна Каролина, Џорџија, Флорида, Алабама, Мисисипи, Лујзијана и Тексас) отцепиле су се од Уније и 8. фебруара 1861. образовале независну Конфедерацију, док је осам других држава ропства (Арканзас, Мисури, Тенеси, Кентаки, Северна Каролина, Вирџинија, Мериленд и Де-лавер) заузело неодређен став. Линколн је одбио компромис заснован на ранијем упореднику 36°30'. Стао је чврсто на становиште да се ропство не сме ширити, а да се јединство Уније има сачувати. За њега опстанак демократије сводио се на питање да ли мањина, ако се не сложи са већином, има права да разбије државу. Био је то проблем од општег значаја, јер су САД биле тада једина велика либерално-буржоаска држава.

### Напад на Форт Самтер и почетак рата
После сецесије, Конфедерација је заузела све војне и цивилне установе Уније на својој територији. На тврђаву Самтер, код Чарлстона, конфедералисти су отворили ватру 12. априла, а два дана касније браниоци су се предали. Идућег дана Линколн је позвао под оружје 75.000 добровољаца. То је навело државе које су оклевале да се определе. Вирџинија се 17. априла прикључила Конфедерацији, а убрзо за њом су то учинили Арканзас, Тенеси и Северна Каролина. За Унију су се одлучили Делавер, Мериленд, Кентаки и Мисури. Планински запад Вирџиније определио се такође за Унију и образовао нову државу.
Подела људи на Југ и Север није била строго географска. Многи белци Југа, претежно неимућни људи, остали су верни Унији, док су многи богаташи Балтимора, Филаделфије и Њујорка били до краја на страни аристократије плантажа. Многи јужњаци борили су се на страни федералиста или униониста како су називане присталице Севера, а многи северњаци на страни конфедералиста. Ипак, језгра су обострано била довољно компактна и решена да се боре до краја.

### Циљеви и мотиви зараћених страна
На први поглед Север је био изразито надмоћан: 21 милион становника према 10 милиона колико је имао Југ заједно са 4 милиона робова-црнаца. Уз то Север је располагао готово свим капиталом, скоро свом индустријом, свом флотом. На страни Севера су морални и хумани аргументи. Само, док ће Југ бранити своју земљу и привилегије, Север, мада ничим непосредно угрожен, треба да покрене довољно енергије, људи и средстава да би продро на територију Југа оружаном силом и успосатвио јединство Уније.
Држање Европе није битно утицало на рат који наилази. Велика Британија и Француска признале су Конфедерацији статус ратујуће стране мада не права државе, што је ипак охладило и на махове опасно затегло односе према Северу, нарочито поводом блокаде коју је он наметнуо Југу, одакле су се снабдевале памуком. Због своје оружане интервенције у Мексику, у интересу Наполеонове Француске било је да се САД ослабе цепањем, па је безуспешно покушавала да посредује између Севера и Југа. Временом је јачао међународни положај Севера, уколико је бивало јасније да ће однети победу.